# Partecipanti al Trofeo Alfredo Binda - Comune di Cittiglio 2009
Elenco dei partecipanti al Trofeo Alfredo Binda - Comune di Cittiglio 2009.
Alla competizione presero parte 24 squadre, per un totale di 135 cicliste, di cui solo 53 giunsero al traguardo. Germania, Paesi Bassi, USA, Francia, Belgio, Slovenia e Ungheria parteciparono con una rappresentativa nazionale.

## Corridori per squadra
Nota: R ritirato, NP non partito, FT fuori tempo.
| Team Columbia Women            | Team Columbia Women            | Team Columbia Women            | Safi-Pasta Zara-Titanedi     | Safi-Pasta Zara-Titanedi     | Safi-Pasta Zara-Titanedi     | Top Girls Fassa Bortolo-Raxy Line | Top Girls Fassa Bortolo-Raxy Line | Top Girls Fassa Bortolo-Raxy Line |
| ------------------------------ | ------------------------------ | ------------------------------ | ---------------------------- | ---------------------------- | ---------------------------- | --------------------------------- | --------------------------------- | --------------------------------- |
| 1                              | -                              |                                | 49                           | Alona Andruk                 | 16º                          | 97                                | Valentina Carretta                | R                                 |
| 2                              | Katherine Bates                | R                              | 50                           | Elena Berlato                | 33º                          | 98                                | Chiara Rozzini                    | R                                 |
| 3                              | Chantal Beltman                | 42º                            | 51                           | Inga Čilvinaitė              | 37º                          | 99                                | Alessandra D'Ettorre              | R                                 |
| 4                              | Luise Keller                   | 48º                            | 52                           | Eneritz Iturriagaechevarria  | R                            | 100                               | Jennifer Fiori                    | R                                 |
| 5                              | Linda Villumsen                | 14º                            | 53                           | Eleonora Patuzzo             | 38º                          | 101                               | Laura Pisaneschi                  | R                                 |
| 6                              | -                              |                                | 54                           | Diana Žiliūtė                | R                            | 102                               | Francesca Tognali                 | R                                 |
| Cervélo TestTeam Women         | Cervélo TestTeam Women         | Cervélo TestTeam Women         | Vision 1 Racing              | Vision 1 Racing              | Vision 1 Racing              | Nazionale tedesca                 | Nazionale tedesca                 | Nazionale tedesca                 |
| 7                              | Emma Pooley                    | 53º                            | 55                           | Nicole Cooke                 | R                            | 103                               | Hanna Amend                       | R                                 |
| 8                              | Kristin Armstrong              | 3º                             | 56                           | Victoria Whitelaw            | 21º                          | 104                               | Virginia Hennig                   | R                                 |
| 9                              | Kirsten Wild                   | 5º                             | 57                           | Debby van den Berg           | R                            | 105                               | Jana Schemmer                     | R                                 |
| 10                             | Sarah Düster                   | 18º                            | 58                           | Gabriella Day                | R                            | 106                               | Anna Bianca Schnitzmeier          | R                                 |
| 11                             | Claudia Häusler                | 36º                            | 59                           | Christel Ferrier-Bruneau     | 27º                          | 107                               | -                                 |                                   |
| 12                             | Christiane Soeder              | 35º                            | 60                           | Aurore Verhoeven             | R                            | 108                               | Denise Zuckermandel               | R                                 |
| Equipe Nürnberger Versicherung | Equipe Nürnberger Versicherung | Equipe Nürnberger Versicherung | Lotto-Belisol Ladiesteam     | Lotto-Belisol Ladiesteam     | Lotto-Belisol Ladiesteam     | Nazionale olandese                | Nazionale olandese                | Nazionale olandese                |
| 13                             | Suzanne de Goede               | 7º                             | 61                           | Evelyn Arys                  | 29º                          | 109                               | Marianne Vos                      | 1º                                |
| 14                             | Marlen Johrend                 | R                              | 62                           | Cathrine Delfosse            | 11º                          | 110                               | Andrea Bosman                     | 12º                               |
| 15                             | Bianca Knopfle                 | 47º                            | 63                           | Elise Depoorter              | R                            | 111                               | Adrie Visser                      | R                                 |
| 16                             | Eva Lutz                       | 4º                             | 64                           | Rochelle Gilmore             | R                            | 112                               | Annemiek van Vleuten              | 19º                               |
| 17                             | Regina Schleicher              | NP                             | 65                           | Kim Schoonbaert              | R                            | 113                               | Chantal Blaak                     | 8º                                |
| 18                             | Trixi Worrack                  | 39º                            | 66                           | Grace Verbeke                | 17º                          | 114                               | Monique van de Ree                | R                                 |
| Bigla Cycling Team             | Bigla Cycling Team             | Bigla Cycling Team             | Team CMax-Dilà               | Team CMax-Dilà               | Team CMax-Dilà               | Nazionale statunitense            | Nazionale statunitense            | Nazionale statunitense            |
| 19                             | Nicole Brändli                 | 25º                            | 67                           | Edita Pučinskaitė            | R                            | 115                               | Lea Davison                       | 44º                               |
| 20                             | Noemi Cantele                  | 31º                            | 68                           | Marta Vilajosana             | 23º                          | 116                               | Ally Stacher                      | R                                 |
| 21                             | Jennifer Hohl                  | 32º                            | 69                           | Alice Donadoni               | R                            | 117                               | Kristin McGrath                   | 26º                               |
| 22                             | Bettina Kuhn                   | R                              | 70                           | Saneila Biagi                | R                            | 118                               | -                                 |                                   |
| 23                             | Karin Thürig                   | R                              | 71                           | Francesca Faustini           | R                            | 119                               | -                                 |                                   |
| 24                             | Modesta Vžesniauskaitė         | 45º                            | 72                           | Silvia Tirado Márquez        | R                            | 120                               | Jessica Phillips                  | R                                 |
| Selle Italia-Ghezzi            | Selle Italia-Ghezzi            | Selle Italia-Ghezzi            | Chirio-Forno d'Asolo         | Chirio-Forno d'Asolo         | Chirio-Forno d'Asolo         | Nazionale francese                | Nazionale francese                | Nazionale francese                |
| 25                             | Fabiana Luperini               | 43º                            | 73                           | Daiva Tušlaitė               | R                            | 121                               | Marina Jaunatre                   | 9º                                |
| 26                             | Gloria Presti                  | R                              | 74                           | Edita Ungurytė               | 49º                          | 122                               | Emmanuelle Merlot                 | R                                 |
| 27                             | Martine Bras                   | 10º                            | 75                           | Eglė Zablockytė              | R                            | 123                               | Beatrice Thomas                   | R                                 |
| 28                             | Oksana Kozončuk                | 50º                            | 76                           | Clemilda Fernandes           | R                            | 124                               | Melanie Bravard                   | R                                 |
| 29                             | Marina Romoli                  | R                              | 77                           | Uenia Fernandes              | R                            | 125                               | Audrey Cordon-Ragot               | R                                 |
| 30                             | Sigrid Corneo                  | 51º                            | 78                           | Edita Janeliūnaitė           | R                            | 126                               | Sophie Creux                      | R                                 |
| Gauss-RDZ-Ormu-Colnago         | Gauss-RDZ-Ormu-Colnago         | Gauss-RDZ-Ormu-Colnago         | Fenixs                       | Fenixs                       | Fenixs                       | Nazionale belga                   | Nazionale belga                   | Nazionale belga                   |
| 31                             | Тat'jana Аntošina              | NP                             | 79                           | Karin Aune                   | 40º                          | 127                               | Ine Beyen                         | R                                 |
| 32                             | Tania Belvederesi              | 22º                            | 80                           | Natal'ja Bojarskaja          | R                            | 128                               | Sjoukje Dufoer                    | R                                 |
| 33                             | Martina Corazza                | 46º                            | 81                           | Urtė Juodvalkytė             | R                            | 129                               | Maaike Polspoel                   | R                                 |
| 34                             | Julija Martisova               | 15º                            | 82                           | Alice Marmorini              | 20º                          | 130                               | Tine Ghyselinck                   | R                                 |
| 35                             | Emanuela Azzini                | R                              | 83                           | Catherine Williamson         | R                            | 131                               | Loes Sels                         | R                                 |
| 36                             | Eleonora Suelotto              | R                              | 84                           | Nadežda Vlasova              | R                            | 132                               | Katrien Van Looy                  | R                                 |
| Team Flexpoint                 | Team Flexpoint                 | Team Flexpoint                 | SC Michela Fanini-Record-Rox | SC Michela Fanini-Record-Rox | SC Michela Fanini-Record-Rox | Nazionale slovena                 | Nazionale slovena                 | Nazionale slovena                 |
| 37                             | Susanne Ljungskog              | 28º                            | 85                           | Erika Vilūnaitė              | R                            | 133                               | Polona Batagelj                   | R                                 |
| 38                             | Trine Schmidt                  | R                              | 86                           | Rosane Kirk                  | 34º                          | 134                               | Živa Verbič                       | R                                 |
| 39                             | Loes Gunnewijk                 | 6º                             | 87                           | Flavia Oliveira              | R                            | 135                               | Andreja Godec                     | R                                 |
| 40                             | Iris Slappendel                | R                              | 88                           | Carmen McNellis              | R                            | 136                               | Tjaša Rutar                       | R                                 |
| 41                             | -                              |                                | 89                           | Carly Hibberd                | R                            | 137                               | Alenka Novak                      | R                                 |
| 42                             | -                              |                                | 90                           | Giulia Lazzerini             | R                            | 138                               | Ajda Opeka                        | R                                 |
| Red Sun Cycling Team           | Red Sun Cycling Team           | Red Sun Cycling Team           | Team Uniqa-Elk               | Team Uniqa-Elk               | Team Uniqa-Elk               | Nazionale ungherese               | Nazionale ungherese               | Nazionale ungherese               |
| 43                             | Emma Johansson                 | 2º                             | 91                           | Daniela Pintarelli           | 41º                          | 139                               | Monika Kiraly                     | R                                 |
| 44                             | Paulina Brzezna                | R                              | 92                           | Martina Růžičková            | 30º                          | 140                               | Anita Kenjo                       | R                                 |
| 45                             | Ludivine Henrion               | 24º                            | 93                           | -                            |                              | 141                               | Veronika Katonane                 | R                                 |
| 46                             | Mascha Pijnenborg              | R                              | 94                           | Bernadette Schober           | R                            | 142                               | Sara Vidakovich                   | R                                 |
| 47                             | Laure Werner                   | R                              | 95                           | Manuela Grunzweil            | R                            | 143                               | Adrienn Gyurjan                   | R                                 |
| 48                             | Petra Dijkman                  | 52º                            | 96                           | Stefanie Degle               | R                            | 144                               | -                                 |                                   |